# Kindertijd (tijdschrift)
Kindertijd is een Vlaams tijdschrift dat werd opgestart in 2021 als de Vlaamse opvolger van het Nederlands-Vlaamse blad KIDDO. Het tijdschrift is een publicatie van de Gentse organisatie VBJK. Het verschijnt tweemaandelijks.

## Thema's
Kindertijd is het tijdschrift van de organisatie VBJK in Gent. Het is een blad voor en door begeleiders van jonge kinderen dat wil informeren, inspireren en innoveren.
De belangrijkste onderwerpen van het blad zijn verhalen en getuigenissen van op de werkvloer, nieuwe methodes en ontwikkelingen in de wereld van de pedagogiek, boekentips, doordenkers en ideeën op het gebied van spel in de kinderopvang.

## Redactie
| Naam             | Functie           |
| ---------------- | ----------------- |
| Wouter Bulckaert | Hoofdredacteur    |
| Caroline Boudry  | Co-hoofdredacteur |
| Mike De Cloedt   | Eindredacteur     |

| Naam               | Organisatie                   |
| ------------------ | ----------------------------- |
| Annelies Bergmans  | Ferm Kinderopvang             |
| Caroline Boudry    | VBJK                          |
| Bart Declercq      | Mentes                        |
| Veerle de Vliegher | Opgroeien                     |
| Neelke Dewulf      | Dienst Kinderopvang Stad Gent |
| Annemie Nouwynck   | VVSG                          |
| Annelies Roelandt  | VCOK                          |
| Ann Steverlynck    | Arteveldehogeschool           |
| Gaia Vergotte      | VCOK                          |
| Dietlinde Willockx | Karel de Grote Hogeschool     |